# 演藝人傑出表現獎頒獎典禮
演藝人傑出表現獎是香港演藝人協會舉辦的評選頒獎活動，以表彰香港電影、電視、音樂及電台廣播界別表現傑出的演藝人，由當時會長曾志偉發起，該獎項評選僅在曾志偉擔任會長時舉辦過兩屆，後停辦。

## 2010年度
《演藝人2010傑出表現獎頒獎典禮》於2011年1月3日假香港洲際酒店舉行，評審日期為2009年10月1日至2010年9月30日，由電視、電影、音樂及電台四大組別選出最傑出男、女藝人共八個獎項，並由三十位業內專業人士包括譚詠麟、劉德華、黎明、容祖兒、趙雅芝、黃秋生、馮永、翁子光、陳自強、張同祖、岑建勳、葉童等選出得獎者。大會特意頒發「天降JOY星」獎予曾志偉。
| 獎項               | 提名                        | 獲獎者 |
| ------------------ | --------------------------- | ------ |
| 電影傑出表現男演員 | 謝霆鋒、余文樂、泰迪羅賓    | 謝霆鋒 |
| 電影傑出表現女演員 | 薛凱琪、惠英紅、吳君如      | 薛凱琪 |
| 電視傑出表現男演員 | 陳豪、鄭則士、馬國明        | 陳豪   |
| 電視傑出表現女演員 | 佘詩曼、陳法拉、米雪        | 佘詩曼 |
| 音樂傑出表現男歌手 | 陳奕迅、Mr.、陳柏宇         | 陳奕迅 |
| 音樂傑出表現女歌手 | G.E.M鄧紫棋、謝安琪、鄭秀文 | 鄭秀文 |
| 電台傑出表現男主持 | 林海峰、金剛、周國豐        | 林海峰 |
| 電台傑出表現女主持 | 朱薰、查小欣、何利利        | 查小欣 |

## 2012年度
本屆於2013年3月4日香港電影工作者總會及其他屬會聯合舉行的「香江再創光影百年」的春茗活動中頒發獎項。
| 獎項               | 獲獎者      |
| ------------------ | ----------- |
| 電影傑出表現男演員 | 張家輝      |
| 電影傑出表現女演員 | 毛舜筠      |
| 電視傑出表現男演員 | 馬國明      |
| 電視傑出表現女演員 | 楊怡        |
| 音樂傑出表現男歌手 | 陳奕迅      |
| 音樂傑出表現女歌手 | G.E.M鄧紫棋 |
| 電台傑出表現男主持 | 周國豐      |
| 電台傑出表現女主持 | 何利利      |